# Curt Wach
Curt Wach (né le 5 février 1906 à Gersdorf, mort le 18 juin 1974) est un homme politique est-allemand.

## Biographie
Wach, fils d'ouvrier agricole, apprend le métier de machiniste. Il exerce ce métier ainsi qu'ouvrier dans une papeterie et dans une briqueterie. En 1920, il devient membre de la Fédération allemande des travailleurs de la métallurgie. En 1927, il adhère au Parti communiste d'Allemagne (KPD) et est membre du comité d'entreprise de l'usine Framo de Frankenberg. À partir de 1928, il est instructeur du KPD auprès des travailleurs à Hainichen. Wach va à l'école du parti KPD à Thalheim et y est conférencier. À partir de 1932, il est chef politique du KPD du sous-district de Riesa et est membre du secrétariat de la direction du KPD du district de Saxe.
Après la prise du pouvoir des nazis, Wach prend part à la résistance communiste. Il est arrêté en mai 1933 et condamné en avril 1934 à 21 mois de prison par le deuxième sénat pénal du tribunal de Dresde. Après l'expiration de sa peine à la prison de Waldheim, il est emmené au camp de concentration de Sachsenburg et n'est libéré qu'en 1936. Il travaille comme Heilpraktiker et comme machiniste. Wach est de nouveau arrêté en janvier 1945, mais parvient à s'échapper en mars 1945.
En 1945-1946, Wach est bourgmestre de Hainichen. Il devient membre du SED en 1946 et est un temps secrétaire de la direction du SED pour la Haute-Lusace. De 1946 à 1950, il est administrateur de l'Amtshauptmannschaft de Dippoldiswalde, de 1950 à juillet 1952 premier président de la commission d'État pour le contrôle du Land du Brandebourg et de 1952 à 1953 président du conseil du district de Potsdam.
De février 1953 à juillet 1959, Wach est ministre du Commerce intérieur et du Ravitaillement de la RDA et est membre du Présidium du Conseil des ministres de novembre 1954 à décembre 1958. En 1959, il prend sa retraite pour des raisons de santé.